# За участь у загальних штурмових атаках
За участь у загальних штурмових атаках, також вживана назва Загальний штурмовий (нім. Allgemeines Sturmabzeichen) — нагрудний знак, німецька військова нагорода часів Третього Рейху; нагороджувалися солдати і офіцери сухопутних військ.

## Історія, статут та зовнішній вигляд нагороди
Нагрудний знак За участь у загальних штурмових атаках, засновано 1 січня 1940 за розпорядженням головнокомандувача Сухопутними військами Вермахту генерал-полковника Вальтера фон Браухіча.
Знак вручався офіцерам і солдатам, що не служили в піхоті або мотопіхоті та, відповідно, не мали права отримати Нагрудний Штурмовий піхотний знак. Це були: артилеристи, винищувачі танків, зенітники, сапери, зв'язківці, що брали участь в бойових діях, підтримували атаку піхотних підрозділів та сприяли успішному захопленню позицій противника. Також цією нагородою відзначався медперсонал, котрий отримав поранення на полі бою. До введення 9 березня 1942 нагороди Нарукавний знак «За знищений танк», Загальний штурмовий знак вручався і за одноосібне знищення восьми танків противника або іншої бронетехніки.
Ескіз знака був розроблений берлінської фірмою Ернста Пікхауза (нім. Wilhelm Ernst Peekhaus).
Всього відбулося понад 460 тис. нагороджень.

### Підстави для нагородження

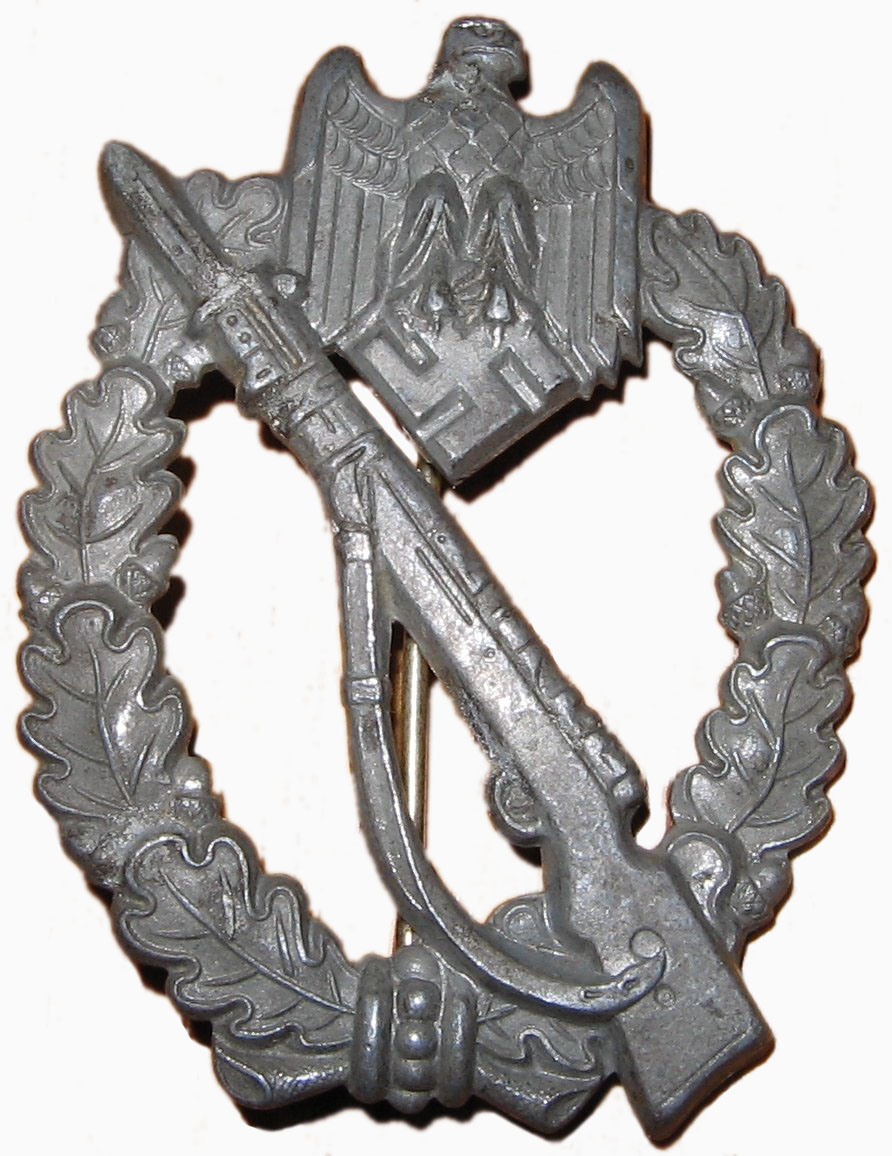
Штурмовий піхотний знак I-го ступеню

Рішення про нагородження могло бути прийнято командирами підрозділів, частин і з'єднань до командира дивізії включно. Критерії для нагородження знаком були наступними:
- Військовослужбовець не міг бути представлений до нагородження Нагрудним штурмовим піхотним знаком
- За особисту участь у 3-х піхотних або моторизованих атаках протягом 3-х різних днів
- За особисту участь у 3-х піхотних або моторизованих контратаках протягом 3-х різних днів
- За поранення, отримане під час проведення 3-х піхотних або моторизованих атак або контратак
- За проявлену доблесть (за нагородження будь-якої іншої нагородою) під час проведення 3-х піхотних або моторизованих атак або контратак.

6 червня 1943 було затверджено чотири нових ступеня знака: за 25, за 50, за 75 і за 100 днів боїв. Виходячи з практики суворих умов служби на Східному фронті, для нагородження ветеранів були вироблені особливі критерії, згідно з якими проходження служби в бойових умовах прирівнювалося до «днів боїв», при цьому термін служби враховувалися наступним чином:
- 8 календарних місяців служби відповідали 10 дням боїв
- 12 календарних місяців служби відповідали 15 дням боїв
- 15 календарних місяців служби відповідали 25 дням боїв

### Зовнішній вигляд та правила носіння

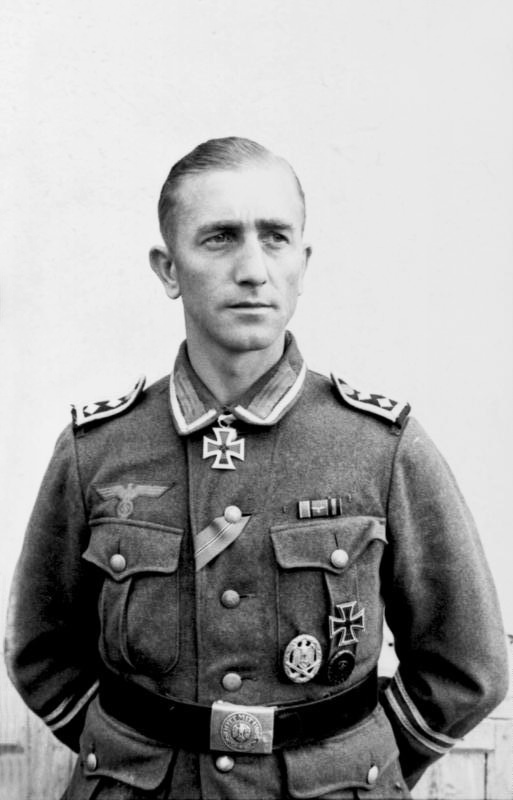
Обер-фельдфебель Вермахту зі знаком

Нагрудний знак являє собою диск овальної форми розмірами 53×42 мм і товщиною 6 мм. Нагорода по краю обрамлена вінком з дубового листя та жолудями, по п'ять з кожного боку. У центрі об'ємне зображення імперського орла (символ вермахту), що стискає в пазурах свастику, у нижній частині знака зображено перехрещені ручна граната та багнет. Нагрудні знаки за 25, 50, 75 і 100 днів боїв були схожі за стилем, дизайну і конструкції, проте мали більш великі розміри. Залежно від способу виготовлення нагорода могла бути суцільнолитою або з порожниною. Застібка знаку могла бути широкою або голкового типу. Зворотний бік знака гладкий, можлива наявність клейма фірми-виробника.
Нагорода вручалася у паперовому або целофановому конверті із зазначенням її назви. До неї додавався звичайний набір документів з інформацією про ім'я одержувача, назви частини, підписом і штампом. Причина нагородження не вказувалася.
Знак носили на нижній частині лівої нагрудної кишені кітеля (мундира) під Залізним хрестом 1-го класу, якщо особа була ним нагороджена. Носіння знака на цивільному одязі заборонялося. Після війни існувала зменшена копія з кріпленням на шпильці для носіння на цивільному одязі, так званий «фрачник» та денацифікований варіант — без свастики.